# Планировщик маршрутов общественного транспорта
Планировщик маршрутов общественного транспорта — один из видов/модулей планировщиков путешествий, цель которого заключается в предоставлении информации о маршрутах общественного транспорта. Подобные планировщики чаще всего встречаются в виде web-приложений и мобильных приложений.
Используя приложение, пользователь задает точки начала и конца своей поездки, после чего маршрутизатор прокладывает между данными точками возможные варианты проезда на общественном транспорте. Варианты маршрутов могут быть отсортированы по различным критериям – например, среднее время в пути; с учётом пробок, в случае дорожного транспорта; по общей стоимости проезда и так далее.
Как правило, подобный планировщик маршрутов предоставляет информацию обо всем основном общественном транспорте – автобусах, троллейбусах, трамваях, маршрутных такси, метро, пригородных поездах и так далее.
Возможен вариант, когда планировщик маршрутов общественного транспорта является частью/модулем глобального планировщика путешествий – приложения, включающего в себя возможность планировать и выбирать маршруты на любом транспорте (или пешком). Подобные приложения позволяют находить не только варианты маршрутов на автомобиле или общественном транспорте, но и, например, предоставлять варианты перелетов между странами и регионами, в зависимости от заданного пользователем периода путешествия.

## Примеры планировщиков маршрутов общественного транспорта
Часто транспортные организации и управления размещают подобные планировщики на своих сайтах – либо ограничиваясь подведомственным транспортом, либо агрегируя несколько видов транспорта, как, например, сервис немецкой компании Deutsche Bahn, объединяющий планирование маршрутов с использованием большей части европейского ж/д транспорта, а также автобусное сообщение и метро в пределах Германии.
Также распространены самостоятельные планировщики, использующие маршрутную информацию от различных транспортных ведомств и картографические сервисы:
- Яндекс.Общественный Транспорт, основанный на Яндекс.Картах, предлагает различные варианты проезда на внутрегородском общественном транспорте в крупнейших городах России.
- Google Transit, основанный на Картах Google, позволяет планировать поездки, используя данные, предоставляемые многочисленными транспортными операторами в Соединенных Штатах и по всему миру (покрытие сильно зависит от страны).
- WikiRoutes – википедия маршрутов городского транспорта в России, на Украине, в Казахстане и Белоруссии. Прокладывает маршруты между двумя точками, находит маршруты в радиусе, и представляет данные в открытом виде. Проект сделан по принципу википедии, где каждый может добавить маршруты своего города.
- Rusavtobus.ru – сервис маршрутизации поездок на общественном транспорте и автомобиле. Прокладывает маршруты в большинстве российских городов и в нескольких городах Украины. Использует картографические данные от Яндекс.Карты и Google.